# 최강희 (1959년)
최강희(崔康熙, 1959년 4월 12일~)는 대한민국의 전 축구 선수로, 현역 시절 포지션은 오른쪽 풀백이었으며 1988년 하계 올림픽과 1990년 FIFA 월드컵에 출전했다. 본관은 삭녕이다.
경기도 양평군 강하면 성덕리 출생으로 3남1녀 중 3남으로 당시 교사였던 엄한 아버지 밑에서 컸다. 강하초등학교에서부터 공부를 잘해 교수가 된 두 형들과 같이 좋은 두뇌를 가진 명석한 학생으로 공부도 곧 잘했다. 그는 특히 운동에 두각을 나타냈으며, 5학년때 서울 용두초등학교로 전학을 간 후, 대광중학교, 우신고등학교를 졸업했다.

## 선수 경력
우신고등학교를 졸업하고 한일은행과 육군 축구단을 거쳐 프로에 데뷔했다. 1983년 포항제철에 입단하여 한 시즌을 보낸 후 현대 호랑이의 창단 멤버로 이적한 이래 현대 호랑이에서 대부분의 프로 선수 시절을 보냈으며, 1985 시즌, 1986 시즌, 1988 시즌, 1991 시즌 K리그 베스트 11에 이름을 올렸다. 하지만 1991년에 부임한 차범근 감독과 선수들 간에 갈등이 많았는데, 주장으로써 선수들의 입장을 대변해야 하는 과정에서 차범근 감독과의 갈등으로 1992 시즌 후 현역 은퇴를 선언했다.
이탈리아 월드컵과 서울 올림픽에 대한민국 국가대표 선수로 발탁, 등번호 3번을 달고 출전하였다.

## 지도자 경력

### 2005년 이전
은퇴한 후 독일로 건너가 푸스발-분데스리가 팀 레버쿠젠과 쾰른에서 연수를 받은 후 김호 감독의 부름을 받아 1996년 수원 삼성 블루윙즈의 창단과 함께 트레이너로 합류하였다. 2년 후 수원의 수석코치로 승격되어 김호 당시 감독을 보좌하여 수원의 전성기를 함께 이끌었다. 이후 대한민국 남자 올림픽 대표팀의 수석 코치와 국가대표팀에서 움베르토 코엘류 감독 밑에서 수석코치를 지냈다가 코엘류 감독과 함께 물러난 이후 브라질과 스페인으로 건너가 지도자 연수를 받았다.

### 전북 현대 모터스
2005년 7월 3일, 조윤환의 후임으로 전북 현대 모터스의 감독으로 부임하였다. 당시 중하위권을 맴돌고 있었던 승점자판기 전북의 지휘봉을 잡은 최강희 감독은 부임 첫 해 정규리그에서는 좋은 성적을 내지 못하였으나 FA컵에서 우승을 차지해 2006년 ACL에 출전하게 되었다. AFC 챔피언스리그에서 염기훈, 김형범, 제 카를루스 등을 앞세워 조별 예선과 본선 토너먼트에서 연이은 역전승을 일구어 내며 영화같은 극적인 우승을 차지하였다. 2008 K리그를 앞두고 대대적인 리빌딩을 실시하였는데, 시즌 초반 부진한 모습을 보여 질타를 받기도 하였다. 하지만 리그 후반기에 들어서며 이내 경기력을 끌어올려 정규 리그 최종 4위로 시즌을 마감하였다. 특유의 친화력으로 인해 전북 현대 모터스의 클럽 하우스 및 훈련장이 소재하고 있는 전라북도 완주군 봉동읍의 지명을 본따서 봉동 이장이라는 별명과 타팀에서 전력이탈이나 방출된 선수들을 불러들여 전성기 이상의 실력으로 재활에 성공하여 재활공장장이라는 별명도 얻었다. 최태욱, 조재진, 이동국, 김상식 등이 이들의 대표격이다
2009년 정규 리그에서 1위를 거두며 챔피언 결정전으로 직행하였다. 플레이오프를 거쳐 올라온 성남 일화 천마를 물리치고 전북에 클럽 역사상 창단 첫 K리그 우승을 안겼다. 2011년 전북에 또 한 번 리그 우승컵을 안겨 주었다.

### 대한민국 축구 국가대표팀
최강희는 전북에서 좋은 지도력을 보여 주자 조광래 감독의 레바논전 부진으로 인한 경질로 공석이 된 대한민국 국가대표팀의 후임 감독 물망에 올랐다. 여러 차례 언론을 통해 고사하였지만 조중연 대한축구협회 회장의 끈질긴 설득으로 감독직을 수락하여 2011년 11월 공식 부임하였다. 최강희는 국가대표팀 감독 취임 기자 회견에서 FIFA 월드컵 본선에 진출하면 스스로 물러나겠다고 밝혔다. 2012년 2월 29일에 실시된 쿠웨이트와의 2014년 FIFA 월드컵 아시아 지역 3차 예선 최종경기에서 대한민국이 2골을 넣고 앞서는 와중에도 경기가 완전히 끝날 때까지 무표정으로 일관했다.이후 6월 8일에 열린 카타르와의 첫 2014년 FIFA 월드컵 아시아 지역 4차 예선에서 카타르에게 선제골을 허용했으나 네 골을 내리 넣어 4 – 1 역전승을 거두어 좋은 출발을 기록했다. 6월 12일에 열린 레바논과의 4차 예선 경기에서도 3 – 0으로 이겨 좋은 모습을 이어나갔다. 그러나 9월 11일에 우즈베키스탄 타슈켄트에서 열린 우즈베키스탄과의 4차 예선 경기에서 두 나라가 자책골을 하나씩 주고 받은 끝에 2 – 2로 비겼다. 2013년 3월 26일 카타르와의 4차 예선 경기에 나섰다. 전반전을 0 – 0으로 마쳤으나 60분에 터진 이근호의 선제골로 앞서나가기 시작했다. 그러나 3분 뒤 카타르의 칼판 이브라힘에게 동점골을 허용해 1 – 1로 경기를 마칠 뻔 하였으나, 96분에 손흥민이 극적인 역전 골을 넣어 승점 3점을 챙겨 가는 데 성공하였다. 그리고 6월 4일 레바논 베이루트에서 레바논과 4차 예선 경기를 펼치게 되었다. 이미 대한민국은 2011년 11월 15일에 베이루트에서 레바논에게 1 – 2 패배의 수모를 당한 바가 있고, 또 4차 예선에서 더 좋은 위치를 잡아야 했기 때문에 승리가 필요한 상황이었다. 그러나 경기를 시작한 후 12분에 세트피스 레바논의 하산 마투크에게 선제골을 허용했고, 좀처럼 동점골을 넣지 못하다가 97분에 김치우가 프리킥 상황에서 극적으로 동점골을 넣어 간신히 1 – 1 무승부를 기록했다. 이후 최강희는 6월 11일에 열릴 우즈베키스탄과의 4차 예선 경기에서 모든 것을 보이도록 하겠다며 승리를 다짐하였다.
결국 우즈베키스탄전에서 상대의 자책골로 인해서 1 – 0으로 승리를 거두며 2014년 FIFA 월드컵 진출에 한발짝 더 다가갔다. 대한민국은 이란과의 마지막 경기를 남겨두고 있었으나 조 3위인 우즈베키스탄보다 승점 3점, 골득실 6골 차로 앞서며 2014년 FIFA 월드컵 진출을 거의 확정해 놓고 있었다. 울산에서 열린 이란전에서 대한민국은 공격을 퍼부었으나 오히려 60분 이란의 레자 구차네자드에게 골을 허용했고, 결국 0 – 1로 패했지만 8회 연속 월드컵 진출은 확정지었다. 취임 때 언급한 대로 대표팀 감독직에서 물러날 것을 시사한 뒤 감독직에서 물러났다. 그의 후임으로 홍명보가 선임되었다.

### 전북 현대 모터스 복귀
전북 복귀 이후 2014년과 2015년에 팀을 K리그 클래식정상에 올려놓았다. 또한 2016년에는 전북 현대 모터스를 AFC 챔피언스리그에 우승시키면서 AFC 올해의 감독상을 수상했다. 2018년을 끝으로 전북 지휘봉을 내려놓고, 중국 슈퍼리그 무대로 떠났다. 그의 후임으로 조제 모라이스가 선임되었다.

### 중국 슈퍼리그 도전
2018년 말 톈진 취안젠 감독으로 취임했으나 톈진 취안젠의 모기업 사정으로 계약해지를 하고 2019년 2월 11일 중국 슈퍼리그의 다롄 이팡 감독으로 부임했다. 시즌을 앞두고 뒤늦게 팀에 합류했음에도 중상위권 팀들과 승점차도 크게 나지 않았고 FA컵도 8강에 올랐으나, 모기업에서 세계적인 명장인 라파엘 베니테즈를 부임시키고자 최강희 감독과 계약을 해지했다. 2019년 7월 1일 다롄 이팡 감독에서 사임했다. 나흘 뒤 7월 5일 키케 산체스 플로레스 감독의 후임으로 상하이 선화 감독으로 부임했다.

## 수상 내역

### 감독
전북 현대
- K리그1 : 우승 6회 (2009, 2011, 2014, 2015, 2017, 2018)
- AFC 챔피언스리그 : 우승 2회 (2006, 2016)
- FA컵 : 우승 1회 (2005)

상하이 선화
- CFA컵 : 우승 1회 (2019)

### 개인
- K리그 최우수선수상 : (1986)
- K리그 클래식 감독상 : (2009, 2011, 2014, 2015, 2017, 2018)
- AFC 아시아 올해의 감독상 : 2016
- 전라북도 체육회 공로상 : 2018